# 7th Wonder
7th Wonder – utwór maltańskiej wokalistki Iry Losco, napisany przez Philipa Vellę i Gerarda Jamesa Borga, nagrany oraz wydany w 2002 roku. 

## Historia utworu

### Nagrywanie
Utwór powstał w 2002 roku, muzykę do piosenki skomponował Philip Vella, warstwę liryczną napisał Gerard James Borg. Producentami singla zostali Manfred Holz i Jürgen Blömke.

### Teledysk
W kwietniu ukazał się oficjalny teledysk do piosenki.

### Występy na żywo:Song for Europe, Konkurs Piosenki Eurowizji 2002
Utwór reprezentował Maltę podczas 47. Konkursu Piosenki Eurowizji w 2002 roku, wygrywając w lutym krajowe eliminacje Song for Europe 2002 z wynikiem 160 punktów od komisji jurorskiej i 36 871 głosów od telewidzów. W finale konkursu, który odbył się 25 maja w Tallinnie, propozycja zajęła ostatecznie drugie miejsce, zdobywając łącznie 164 punkty, w tym maksymalne noty (12 punktów) od telewidzów z Wielkiej Brytanii i Danii oraz jurorów z Chorwacji. Podczas występu wokalistce towarzyszył chórek w składzie: Kaire Vilgats, Liisi Koikson, Dagmar Oja, Airi Allvee i Jelena Juzvik.

## Lista utworów
CD maxi single
1. „7th Wonder” (Radio Mix) – 2:58
2. „7th Wonder” (Club Mix) – 3:07
3. „One Step Away” – 3:01
4. „7th Wonder” (Instrumental) – 2:58